# Barrage hydroélectrique de Vassivière
Pour les articles homonymes, voir Vassivière.
Le barrage de Vassivière est un barrage français situé en région Nouvelle-Aquitaine, dans le département de la Creuse sur la commune de Royère-de-Vassivière. Il barre le cours de la Maulde.
Sa retenue, le lac de Vassivière, concerne également deux autres communes de la Haute-Vienne : Beaumont-du-Lac et Peyrat-le-Château.

## Géographie
Le barrage de Vassivière barre le cours de la Maulde sur le plateau de Millevaches, dans le département de la Creuse, sur la commune de Royère-de-Vassivière. Construit à plus de 620 mètres d’altitude, il se trouve à environ cinq kilomètres au sud-ouest du bourg de Royère-de-Vassivière et six kilomètres à l'est de celui de Peyrat-le-Château.

## Historique
Le barrage a été édifié de 1947 à 1950 et mis en service cette même année pour la production d'hydroélectricité.
Il ferme plusieurs vallons ou talwegs se rejoignant en un même point, qui étaient parcourus par des ruisseaux dont la Maulde qui a, depuis cette époque, son embouchure dans le port de Vauveix.
Lors de la mise en eau du lac, huit lieux-dits et villages abandonnés et désertés ont été engloutis par la montée de l'eau[réf. nécessaire], dont l'ancien village de Vassivière qui a donné son nom au lac. Ce nom veut dire « ensemble des agneaux d'une bergerie » en ancien occitan[réf. nécessaire].

## Exploitation
Il est exploité par l’unité de production Centre du groupe Électricité de France qui rassemble vingt-huit barrages et vingt-cinq centrales hydroélectriques sur les bassins de la Vienne et de la Creuse et rattaché au Groupement d’exploitation hydraulique (GEH) de Limoges.

## Caractéristiques techniques
D'un volume de 51 000 m3, l'ouvrage est un barrage poids droit en béton long de 233 mètres,. La hauteur par rapport au terrain est de 32,2 m, ou 32,9 m, et de 38 m, fondations comprises. L'épaisseur du barrage en crête est de trois mètres et en pied de vingt-cinq mètres. La crête est à une hauteur de 652,90 m NGF.
En aval, au pied du barrage sur sa gauche, une chambre de vanne voûtée, construite sous la colline à proximité des buttons de renforts des fondations, est raccordée à un petit canal de fuite à ciel ouvert et permet de maintenir un débit d'eau constant de l'ordre de 1 m3/s[réf. nécessaire] pour préserver l'écosystème de la Maulde qui continue sa course dans son vallon. 
L'originalité du site est la suivante :
- le barrage est situé à Auchaize (commune de Royère-de-Vassivière) ;
- la prise d'eau à Port Crozat[6] (commune de Peyrat-le-Château) ;
- la centrale hydroélectrique du Mazet est implantée sur la commune de Peyrat-le-Château, trois kilomètres à l'ouest de Port Crozat ;

Située à environ cinquante mètres sous terre, l'usine hydroélectrique du Mazet, d'une puissance installée de 63,7 MW, fonctionne grâce à trois turbines Francis. Elle produit l’équivalent de la consommation électrique d’une ville de 40 000 habitants. Elle est alimentée par une galerie souterraine de 2,6 km ainsi qu'une conduite forcée de 610 m formant une hauteur de chute de 252 mètres.
En aval de l'usine du Mazet, EDF a créé sept autres barrages sur la Maulde. Le complexe hydroélectrique de la Maulde fournit ainsi une puissance totale de l'ordre de 90 MW et produit 170 millions de kWh par an.

## Retenue
Le lac de Vassivière est partagé entre trois communes : Royère-de-Vassivière dans le département de la Creuse et Beaumont-du-Lac et Peyrat-le-Château en Haute-Vienne. En dehors de la Maulde, il est alimenté par une dizaine de ruisseaux, dont la Gane du Réau et le ruisseau de Haute-Faye.
Selon les besoins en hydroélectricité, il est également alimenté par le lac de Lavaud-Gelade par un aqueduc souterrain — long de quatre kilomètres — ainsi que par les eaux de l’étang d’Arfeuille amenées par une conduite souterraine.
Il s'étend sur 976 hectares,, drainant un bassin versant de 75 km2. Le volume d'eau stocké représente 106 hm3,.  
Au milieu du lac se trouve l'île de Vassivière (dont 20 % de la superficie, au nord-est, dépendent de la commune de Royère-de-Vassivière et le reste de celle de Beaumont-du-Lac), qu'un pont relie à la presqu'île de Pierrefitte.

## Environnement
Le barrage et le lac se situent dans le parc naturel régional de Millevaches en Limousin.
Ils sont intégralement inclus dans la zone Natura 2000 « Plateau de Millevaches » et dans la zone naturelle d'intérêt écologique, faunistique et floristique (ZNIEFF) de type 2 du « lac de Vassivière ».